# Red de Bibliotecas Públicas del Principado de Asturias
La Red de Bibliotecas Públicas del Principado de Asturias es el organismo que gestiona las bibliotecas públicas y los centros de lectura en Asturias.

## Historia
En Asturias las primeras bibliotecas de carácter público, salvo las de la Universidad de Oviedo y del Instituto Jovellanos de Gijón, fueron las bibliotecas populares creadas a iniciativa del ministro Manuel Ruiz Zorrilla el 1869.
A principios del siglo XX diversas asociaciones, ateneos obreros, partidos políticos y otras instituciones promovieron en toda la región la creación de bibliotecas para fomentar la lectura popular y, con ella, la cultura entre las clases sociales más desfavorecidas. La más representativa de todas fue la del Ateneo Obrero de Gijón que se convirtió en modelo para otras entidades con intereses similares.
Así se crearon los centros bibliográficos del Ateneo Obrero de La Felguera, de Turón, los Ateneos Populares de Mieres, Langreo, Oviedo o el Casino de Llanes. Otras bibliotecas creadas en estas fechas con gran proyección fueron la Pública Municipal de Tineo, la Circulante de Avilés y, sobre todo, la Popular Circulante de Castropol.
Entre 1869 y 1936 Asturias contó con más de 350 centros bibliotecarios y alcanzó un gran desarrollo lector gracias a la labor coordinada de varias fuerzas sociales y culturales poderosas en la región.
La Guerra Civil puso fin a este florecimiento y así, entre 1936 y 1939, fueron destrozadas muchas bibliotecas y otras cayeron en manos de la Comisión Depuradora de Bibliotecas, encargada de requisar sus colecciones bibliográficas.
En 1938 Ignacio Aguilera, director de la Biblioteca de la Universidad, plantea la idea de establecer un organismo que tuviera como principal misión fundar nuevas bibliotecas públicas e incorporar a ellas los fondos salvados de las anteriores. Al año siguiente se crea el Centro Provincial Coordinador de Bibliotecas de Asturias, el primero de los instituidos en España y punto de partida de la actual Red de Bibliotecas de esta Comunidad.
Entre 1944 y 1975 fue su director Lorenzo Rodríguez-Castellano, impulsor y creador de una política bibliotecaria y a cuya labor se debe que Asturias al recibir las transferencias del Centro Nacional de Lectura en 1979 se encuentre con una red organizada.
Cuando Asturias se constituye en Comunidad Autónoma en 1983, se transfieren al Principado las funciones y servicios en materia de cultura. El Principado tiene competencia exclusiva sobre las bibliotecas de interés para la Comunidad que no sean de titularidad estatal. Un año más tarde, en 1984, se suprime el Centro Coordinador de Bibliotecas cuyas atribuciones asume el Servicio de Archivos Bibliotecas y Museos a través de la Sección de Coordinación Bibliotecaria.
En estos años el gobierno del Principado dicta las principales normas de actuación de su sistema bibliotecario.
En años finales de la década de los 80 y 90 del siglo pasado se inicia el proceso de la informatización de las bibliotecas, primero en la Biblioteca de Asturias “Ramón Pérez de Ayala” y la Biblioteca Jovellanos de Gijón, y más tarde en las bibliotecas públicas municipales. A finales del 1999 se pudo acceder a través de Internet a la consulta del catálogo colectivo de la Red, salvo las bibliotecas municipales de Oviedo y Gijón, que mantenían sus catálogos independientemente.
En el 2004 se plantea reorganizar la Red con los objetivos de contar con un único catálogo, facilitar las tareas de catalogación compartida, generar una base común de lectores y la implantación del carné único, y crear un logo corporativo para toda la Red. En julio de 2005 se comienza a trabajar con el actual programa de gestión bibliotecaria AbsysNET y un año más tarde se daba por cerrado el proceso de integración con las redes municipales de Oviedo y Gijón.

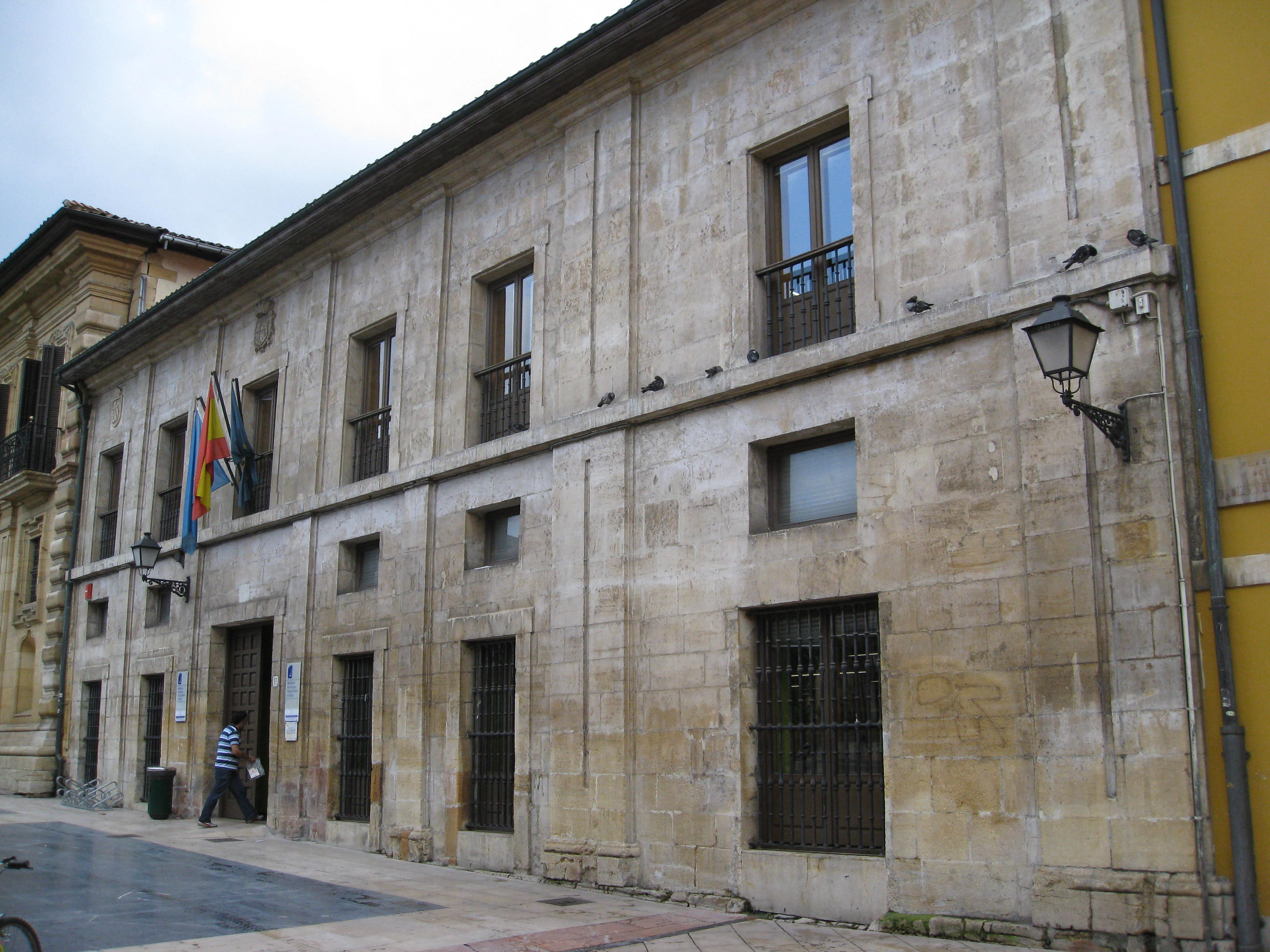
Biblioteca de Asturias "Ramón Pérez de Ayala"

La necesidad de abordar cuestiones relacionadas con el proceso técnico y la gestión de usuarios hizo necesario la creación del Grupo de Trabajo Técnico, encargado de redactar los manuales de catalogación, de circulación, las normas de préstamo interbibliotecario, la normativa de carné o de expurgo. También se crea en 2099 el Grupo de Animación a la Lectura con el objetivo de promover acciones que contribuyan a dar a conocer las bibliotecas públicas, que enriquezcan cultural e informativamente a los lectores y que atraigan otros nuevos, en definitiva, que las bibliotecas sean realmente los motores culturales de las poblaciones en que se ubican.
En este contexto comienza la publicación de Biblioasturias, la revista de las bibliotecas públicas que recoge la información sobre las distintas actividades realizadas, así como noticias relacionadas con el ámbito cultural.

## Estructura y composición
La red está integrada por 136 bibliotecas y centros de lectura, actuando como cabecera de la misma la Biblioteca de Asturias “Ramón Pérez de Ayala” que tiene entre sus funciones principales la reunión, conservación, y difusión de la mayor y mejor colección bibliográfica asturiana, la elaboración de la bibliografía asturiana y la gestión del Depósito Legal.
La primera referencia al sistema bibliotecario asturiano es el Decreto 65/86 por el que se establecen las normas de actuación del Principado de Asturias para la promoción y coordinación de los servicios bibliotecarios. Se trataba de crear servicios, garantizar el cumplimiento adecuado de sus funciones y coordinar los esfuerzos de las distintas administraciones implicadas en la materia.
El capítulo 4 del citado Decreto se refiere a los convenios que se establecerán con los municipios para gestionar los servicios o redes bibliotecarias. Estos convenios determinan las obligaciones y compromisos de ambas partes respecto a los establecimientos bibliotecarios de cara a garantizar el correcto funcionamiento de los mismos y a conseguir un nivel de homogeneidad que permita hablar de un verdadero sistema bibliotecario en la región.
La Sección de Coordinación Bibliotecaria es el organismo que tiene entre sus atribuciones la coordinación administrativa de las bibliotecas y centros de lectura asociados al sistema bibliotecario regional; el asesoramiento técnico; la inspección técnica de las bibliotecas; la planificación bibliotecaria general; el control estadístico, y la adquisición y procesamiento técnico de los materiales para el envío a los centros bibliotecarios. Al frente de la misma y hasta su jubilación en enero de 2009 estuvo Carmen Prieto Álvarez-Valdés.